# Klein vliegend hert
Het klein vliegend hert  (Dorcus parallelipipedus) is een kever uit de familie vliegende herten (Lucanidae). De wetenschappelijke naam van de soort werd in 1758 als Scarabaeus parallelipipedus gepubliceerd door Carl Linnaeus.

## Beschrijving
Het klein vliegend hert heeft een zwartbruine tot zwarte kleur, wat daarnaast opvalt is het fijnkorrelige, matte lichaamsoppervlak dat niet glanst zoals het oppervlak van gelijkende soorten. De lengte is ongeveer 19 tot 30 millimeter, hiermee blijft het klein vliegend hert veel kleiner dan het 'echte' vliegend hert (Lucanus cervus), die drie keer zo groot wordt. Een ander belangrijk verschil is het ontbreken van de gewei-achtige 'kaken' van de mannetjes, die van het klein vliegend hert zijn bij mannetjes wel duidelijk groter dan die van vrouwtjes maar zijn niet extreem vergroot. Beide soorten zijn verder niet te verwarren doordat de kop en het borststuk vrijwel in elkaar overgaan en samen ongeveer even lang zijn als de dekschilden.
De larven lijken sprekend op larven van het vliegend hert, al is de kop wat lichter bruin en blijft de larve met 6,5 centimeter kleiner dan de larve van het vliegend hert, die 8 cm kan bereiken. Het belangrijkste verschil zijn de structuren van de achterzijde van het lichaam, die iets verschillen.

## Verspreiding en leefgebied
Het klein vliegend hert leeft in loofbossen. In Nederland komt de kever lang niet overal meer voor, maar is plaatselijk soms algemeen. De soort is zowel dag- als nachtactief. Een warme omgeving heeft de voorkeur; de kevers zijn dan sneller.

## Leefwijze
De volwassen kevers leven van uittredend sap van bomen, maar ze eten ook wel bladeren. De larven leven van vermolmd hout van diverse loofboomsoorten. De larven leven twee tot drie jaar en verpoppen aan het eind van de zomer maar blijven in hun nestkamer om te overwinteren. Pas het volgende jaar verlaat de kever zijn schuilplaats.

## Afbeeldingen

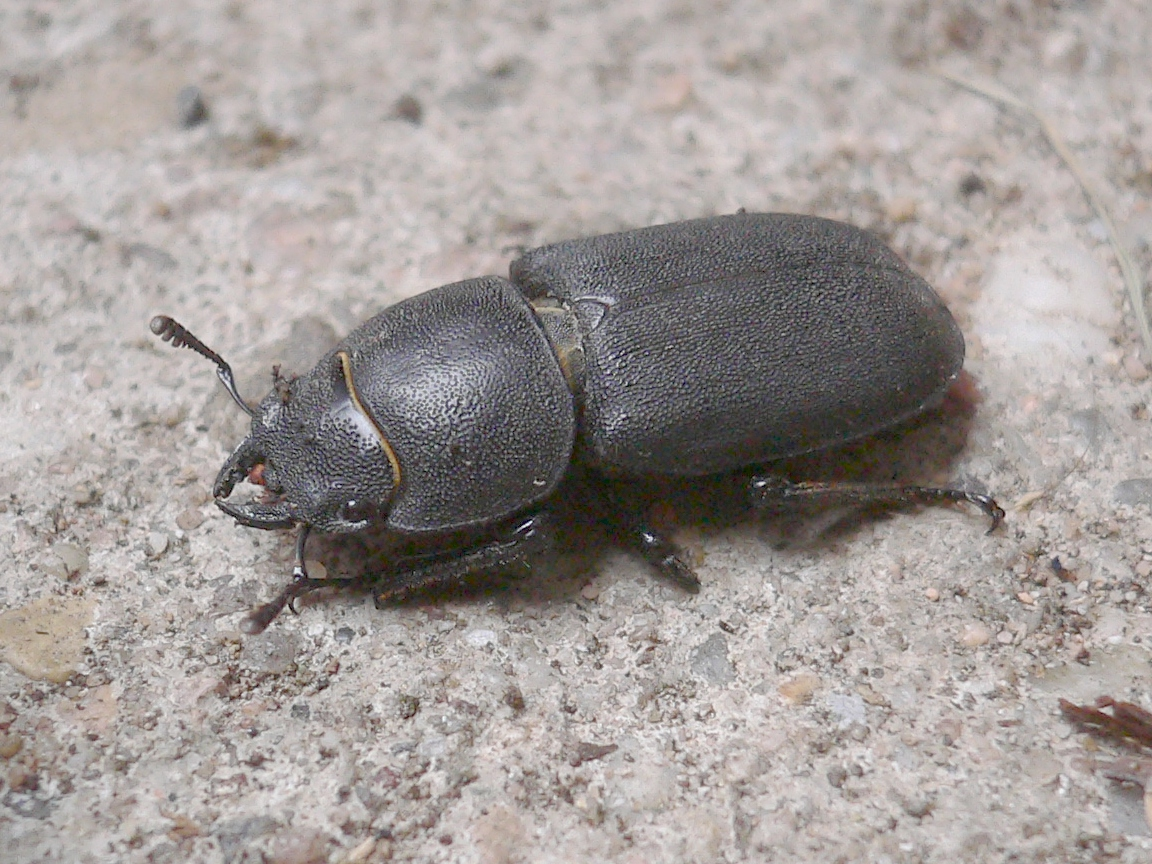
Vrouwtje
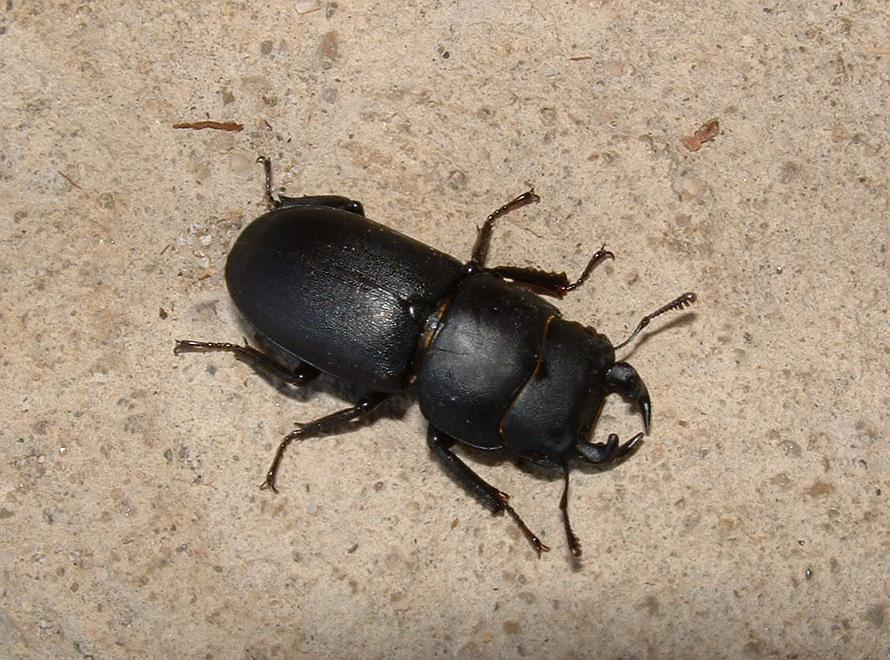
Mannetje
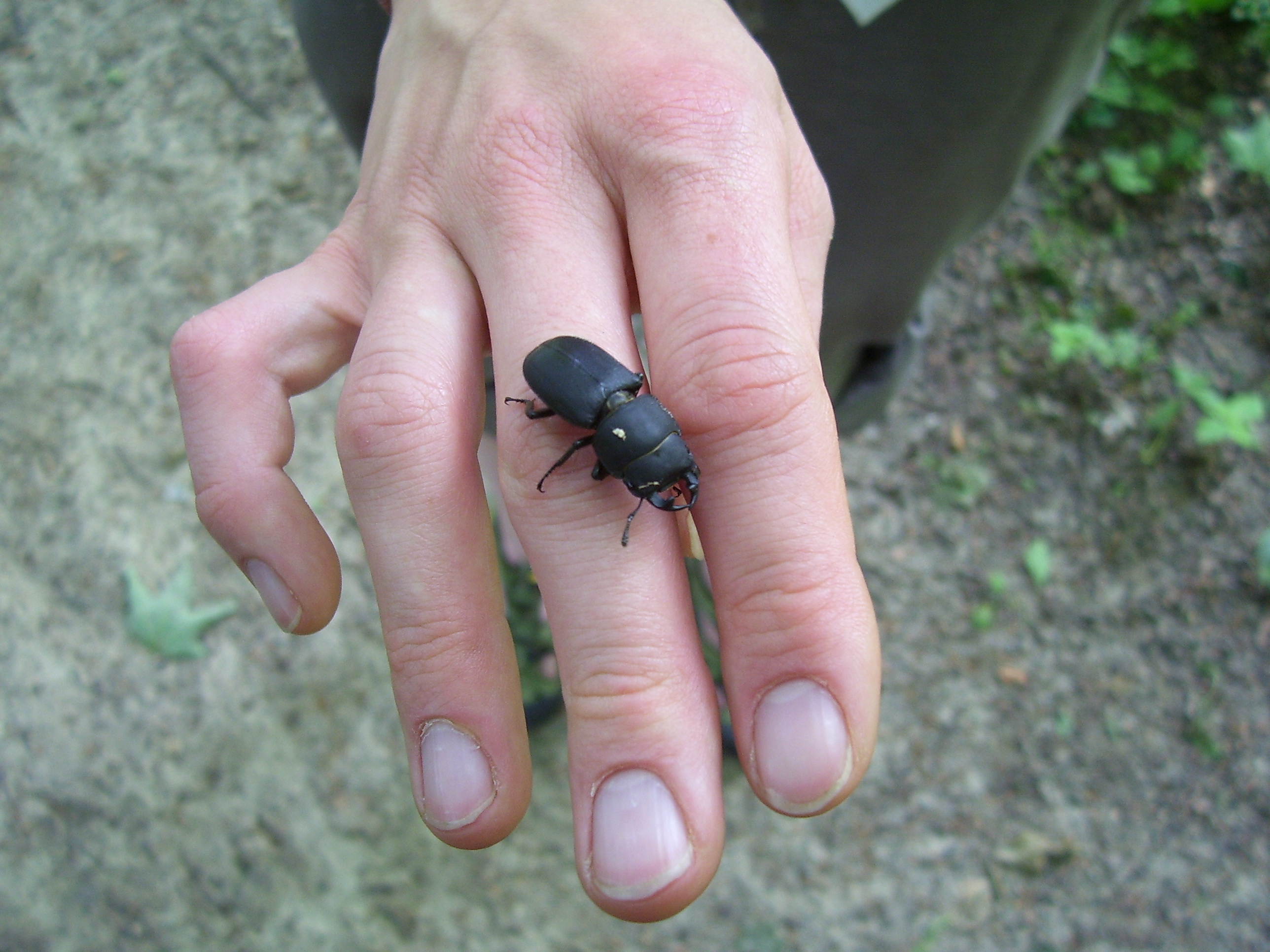
Enkele centimeters lang